# Geïnternaliseerde homofobie
Geïnternaliseerde homofobie verwijst naar homofobe vooroordelen die mensen, die zelf homoseksueel zijn, bewust of onbewust accepteren en op zichzelf en anderen toepassen. Dit is de internalisering van de negatieve percepties, intolerantie en stigma's van de samenleving ten opzichte van mensen die zich aangetrokken voelen tot hetzelfde geslacht. Vaak is dit onwillekeurig en ongewenst, maar vinden mensen het toch moeilijk om zich hiervan te ontdoen. Bij lesbiënnes spreekt men wel over geïnternaliseerde lesbofobie.
Geïnternaliseerde homofobie kan leiden tot depressie en een negatief zelfbeeld.
Het verschijnsel is geconstateerd bij sommige seriemoordenaars, zoals Jeffrey Dahmer en John Wayne Gacy die beiden hun slachtoffers vermoordden uit walging over zichzelf en de geaardheid van hun slachtoffers.

## In de media
In de film Spetters speelt geïnternaliseerde homofobie een grote rol bij 'Eef', een van de hoofdrollen die aanvankelijk geweld pleegt tegen homo's uit ontkenning van zijn eigen seksualiteit en later tot inzicht komt via een verkrachting en vanaf dan niet langer zijn homoseksualiteit ontkent.